# 七件子
七件子是中國傳統說唱藝術中一種伴奏乐器，包括两块大的竹板，五块小的竹板。莲花落的表演者多为一人，自说自唱，自打七件子伴奏。
所谓的七件子，乃是演唱者分执于两手的竹板，因其右手所执两片大竹板，左手所执五片小竹板，所以加起来叫做七件子。
打竹板的时候，大竹板打板，小竹板打眼，相互配合有板有眼。